# Colince Ngaha Poungoue
Colince Ngaha Poungoue (n. 26 aprilie 1981, Camerun) este un fotbalist profesionist camerunez, care în prezent evoluează la echipa ucraineană FC Stal Alcevsk.